# Haematoloecha rubescens
Haematoloecha rubescens es una especie de insecto heteróptero de la familia Reduviidae. Se encuentra en Oceanía.